# Miradouro da Ladeira
O Miradouro da Ladeira é um miradouro português localizado na descida para a Fajã das Almas, no concelho de Velas, ilha de São Jorge, arquipélago dos Açores.
Deste miradouro e do seu próximo, o Miradouro da Fajã das Almas, é possível ver uma paisagem que se estende ao longo da costa e das respectivas falésias da ilha de São Jorge, o azul do mar, e a vizinha ilha do Pico e da ilha do Faial mesmo em frente.